# شهرستان چوگویفسکی
شهرستان چوگویفسکی (به لاتین: Chuguyevsky District) یک شهرستان در روسیه است که در سرزمین پریمورسکی واقع شده‌است.